# Adalbert zu Erbach-Fürstenau (Politiker)
Adalbert Ludwig Graf zu Erbach-Fürstenau (* 19. August 1828 auf Jagdschloss Krähberg im Odenwaldkreis; † 12. Dezember 1867 auf  Schloss Fürstenau (Michelstadt)) war Kammerdirektor der Gräflichen Rentkammer Erbach und Mitglied der Ersten Kammer der Landstände des Großherzogtums Hessen.

## Leben

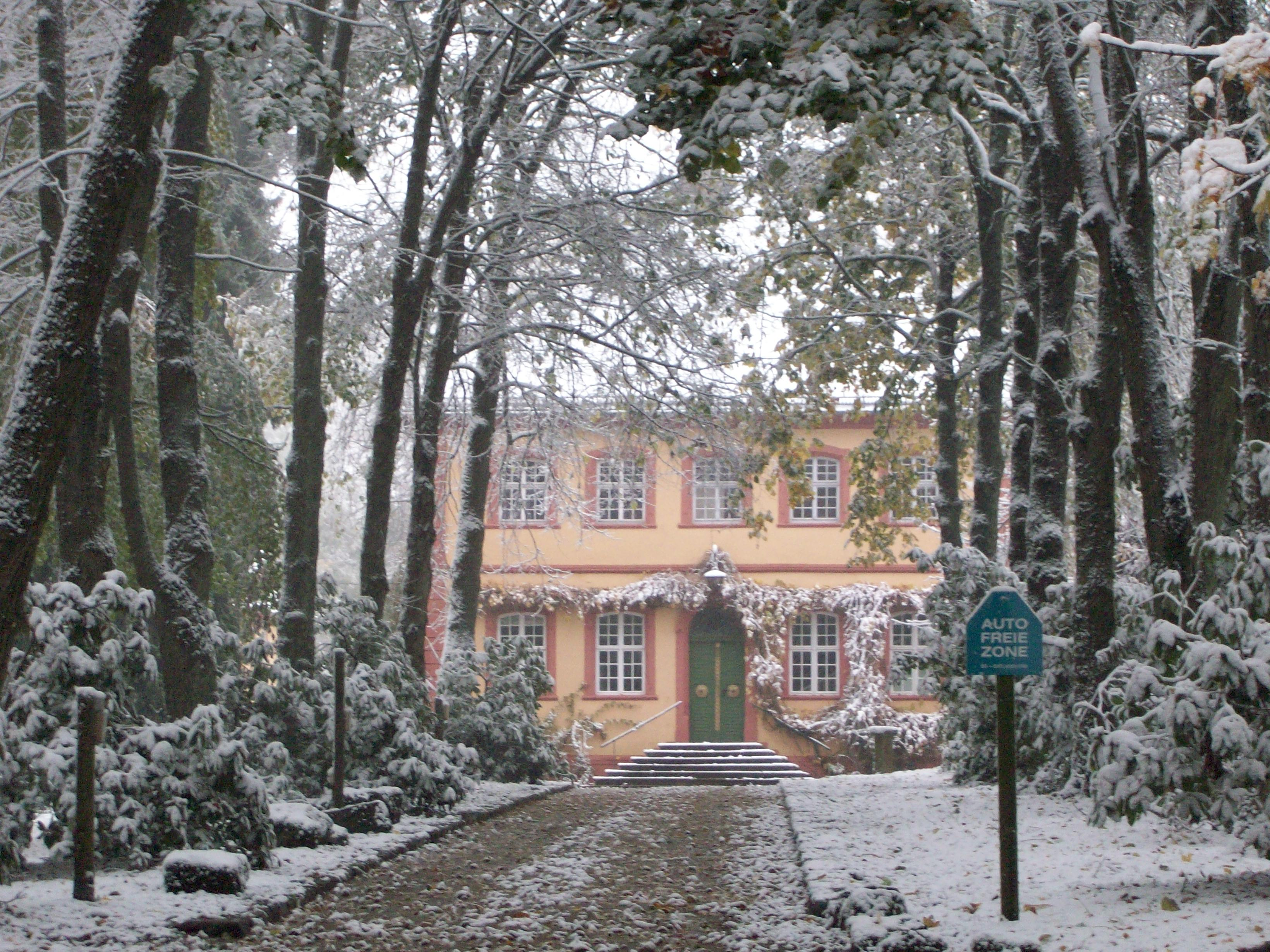
Schloss Krähbeg, Geburtsstätte des Adalbert zu Erbach-Fürstenau

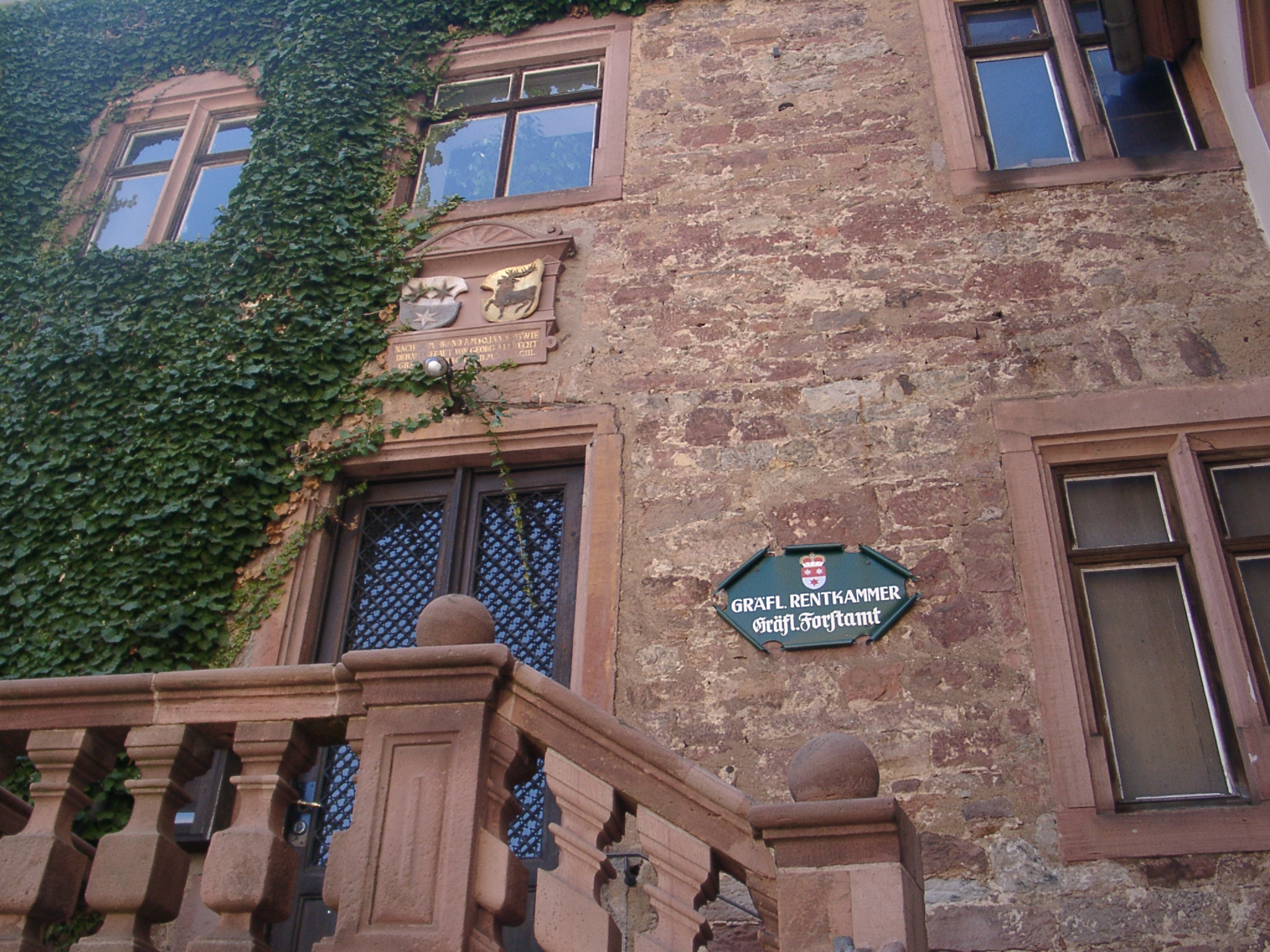
Rentkammer im Schloss Erbach

Adalbert zu Erbach-Fürstenau entstammte dem rheinfränkischen Uradelsgeschlecht Erbach, aus dem zahlreiche namhafte Persönlichkeiten hervorgegangen sind. Er war das jüngste Kind des Albrecht zu Erbach-Fürstenau und dessen Ehefrau Sophie Emilie Luise, Prinzessin zu Hohenlohe-Neuenstein-Ingelfingen (1788–1859) und wuchs mit seinen Geschwistern
- Emma Luise Sophie Victorie Henriette Adelheid Charlotte (1811–1889) ⚭  Graf Hermann zu Stolberg-Wernigerode
- Alfred (1813–1874), Nachfolger in der Standesherrschaft
- Thekla Adelheid Julia Luise (1815–1874) ⚭ Erbprinz Ernst Casimir von Ysenburg-Büdingen
- Luitgarde Luise Charl Sophie (1817–1897) ⚭  Graf Friedrich Ludwig von Rechteren-Limpurg
- Edgar (1818–1879, Oberleutnant beim Kürassier-Regiment Nr. 7)
- Lothar (1819–1851, Oberleutnant beim Husaren-Regiment Nr. 7)
- Adelheid Charlotte Victoria (1822–1881) ⚭ Graf Botho zu Stolberg-Wernigerode
- August Friedrich Magnus Heinrich (1824–1855, Oberleutnant beim Infanterie-Regiment Nr. 36) und
- Clotilde Sophie Adèle Ferdinande Emma (1826–1871) ⚭  Graf Eberhard zu Erbach-Erbach und von Wartenberg-Roth (1818–1884) auf.[1]

Nachdem er durch einen Hauslehrer Unterricht erhalten hatte, besuchte er das Gymnasium Düsseldorf und trat im August 1844 als Leutnant in das 1. Hessische Infanterie-Regiment Darmstadt ein, musste jedoch krankheitsbedingt bereits nach vierjähriger Dienstzeit ausscheiden. Er betätigte sich in der Gräflichen Rentkammer Erbach, war von 1852 bis 1863 deren Kammerdirektor und zugleich bis 1859 der Generalbevollmächtigte seines Bruders Alfred. In seinen Verantwortungsbereich fiel die Abwicklung sämtlicher Vermögens- und Finanzangelegenheiten.
Von 1856 bis 1862 hatte er für seinen Bruder Alfred einen Sitz in der Ersten Kammer der Landstände des Großherzogtums Hessen.
Er hatte am 20. September 1852 in Frankfurt am Main morganatisch Charlotte Willenbücher, Frau von Rothenberg (1839–1913) geheiratet. Aus der Ehe sind die Töchter Thecla Adelheid (* 1862) und Emma Luise (* 1864) hervorgegangen.

### Publikationen
Die Manfredbibel, Hiersemann-Verlag Leipzig, 1910